# Брожовський Борис Леонідович
Брожовський Борис Леонідович (Львович) (рос. Брожовский Борис Леонидович; 26 липня 1935, Москва, РРФСР, СРСР — 14 січня 2022, Москва, Росія) — радянський і російський кінооператор. Лауреат Державної премії СРСР у галузі літератури, мистецтва та архітектури (1989) — за картину «Холодне літо п'ятдесят третього…» (1987). Заслужений діяч мистецтв Російської Федерації (18.11.2000).

## Життєпис
Народився 1935 року в Москві, куди сім'я (мама, батько, бабуся і дідусь) переїхала з Ленінграда в 1931 році. Батько — Леонід (Лев) Якович Брожовський, — після закінчення Ленінградського навчального комбінату кінофототехніки (пізніше — Ленінградського інституту театру та кіно) отримав розподіл на організовану Московську об'єднану фабрику «Союзкіно» ім. Десятиріччя Жовтня (пізніше «Мосфільм»); кінорежисер картини «Два друга» (1941, у співавт.), потім — другий режисер «Мосфільму».
У 1959 році Борис Леонідович закінчив Всесоюзний державний інститут кінематографії (майстерня Л. В. Косматова). Отримавши диплом, підписав розподіл у Душанбе на кіностудію «Таджикфільм».
З 1962 року — на кіностудії «Мосфільм» (асистент оператора, оператор, оператор-постановник). Другим оператором брав участь у двох фільмах: «Битва в дорозі» (1961) і «Я — Куба» (1964).
Оператор-постановник понад 30 повнометражних картин та серіалів, дебютував на картині «Таємнича стіна» (1967, у співавт.)
У 1989 році за роботу над картиною «Холодне літо п'ятдесят третього…» (1987, реж. О. Прошкін) у складі кінознімальної групи удостоєний Державної премії СРСР у галузі літератури, мистецтва та архітектури. Також, картина отримала низку міжнародних та вітчизняних кінопремій у різних номінаціях (Найкращий фільм року та інших). 
Член Гільдії кінооператорів Спілки кінематографістів Росії.
Пішов з життя після тяжкої хвороби у Москві 14 січня 2022.
Дружина: Попова Ніна Георгіївна (нар. 1945) — радянська і російська актриса театру і кіно. Заслужена артистка РРФСР (11.12.1984).

## Фільмографія
Оператор:
- «Битва в дорозі» (1961, другий оператор; реж. В. Басов)
- «Я — Куба» (1964, другий оператор у співавт.; реж. М. Калатозов)
- Сатиричний кіножурнал «Фітіль» (1972—1982; брав участь у кількох випусках (№№121, 124, 207, 239, 243)

Оператор-постановник:
- «Таємнича стіна» (1967, у співавт.)
- «Спорт, спорт, спорт» (1970, у співавт.; реж. Е. Климов)
- «Кінець Любавіних» (1971)
- «Повернення немає» (1973, реж. О. Салтиков)
- «Алмази для Марії» (1975)
- «Ти іноді згадуй» (1977, реж. П. Чухрай)
- «Попереднє розслідування» (1978)
- «Комедія давно минулих днів» (1980)
- «Така жорстка гра — хокей» (1983)
- «Тривожний виліт» (1983)
- «Навіщо людині крила» (1984)
- «В бездоріжжя» (1986)
- «Затяжний іспит» / рос. «Затянувшийся экзамен» (1986)
- «Байка» (1987)
- «Холодне літо п'ятдесят третього…» (1987, реж. О. Прошкін)
- «Микола Вавилов» (1990, мінісеріал; реж. О. Прошкін)
- «Дім побачень» (1991)
- «Мігранти» (1991, реж. В. Прийомихов)
- «Побачити Париж і померти» (1992, реж. О. Прошкін)
- «Роль» (1993, реж. О. Райська)
- «Коппелія» (1993, фільм-спектакль; реж. В. Дербеньов)
- «Сни» (1993, реж. К. Шахназаров, О. Бородянський)
- «Чорна вуаль» (1995, реж. О. Прошкін)
- «Суддя у пастці» (1998, 2 с, реж. С. Колосов)
- «Новий рік у листопаді» (2000, мінісеріал)
- «Люди та тіні. Секрети лялькового театру» (2001, мінісеріал; реж. В. Шиловський)
- «П'ятий янгол» (2003, т/с, у співавт.)
- «Все починається з любові» (2004)
- «Не всі кішки сірі...» / рос. «Не все кошки серы...» (2004, у співавт.; реж. В. Шиловський)
- «Тобі, який мене не знає» / рос. «Тебе, не знавшему меня» (2004, мінісеріал)
- «Вбити коропа» (2005, у співавт.) — остання кіноробота